# Leco
Leco (Leko, Lapalapa).- Maleno pleme, jezik i jezična porodica američkih Indijanaca nastanjenih u džunglama sjeverozapadne Bolivije, u departmanu La Paz, (provincija Larecaja). Leco je istoimeni i jedini član porodice, raširen na río Mapiri; druga je grupa na Río Kaka (Guanay); treća na Río Coroico; i kod grada Atén. Etničkih ima oko 200 (1991), ali je jezik pred izumiranjem. 
Charles A. Zisa (1970) klasificira ih u veliku andsku porodicu, i Joseph H. Greenberg (1987) u sjevernoandske jezike

## Vanjske poveznice
- Leco